# Actinocythereis spinosa
Actinocythereis spinosa is een mosselkreeftjessoort uit de familie van de Trachyleberididae. De wetenschappelijke naam van de soort is voor het eerst geldig gepubliceerd in 1981 door Whatley & Titterton.